# چاه کارمندان دولت
چاه کارمندان دولت یک منطقهٔ مسکونی در ایران است که در دهستان مبارکه واقع شده‌است.